# Departamento de Mariquita
Mariquita fue uno de los departamentos en que se dividía el Estado Soberano de Cundinamarca (Colombia). Fue creado por medio de la ley del 14 de noviembre de 1857, a partir del territorio norte de la provincia de Mariquita. Tenía por cabecera a la ciudad de Mariquita. Fue suprimido el 7 de julio de 1860 y su territorio adjudicado al departamento de Honda. El departamento comprendía parte del territorio de las actuales regiones tolimenses de Nevados y Norte, y la región caldense del Magdalena.

## División territorial
El departamento al momento de su creación (1857) estaba dividido en los distritos de Mariquita (capital), Guayabal, Santa Ana, Lérida, Venadillo, Ibagué, Piedras, Nariño, Guataquí, Pulí, Ambalema, Beltrán, Méndez, Honda, Victoria, Guarumo y Buenavista.